# Meir Sheetrit

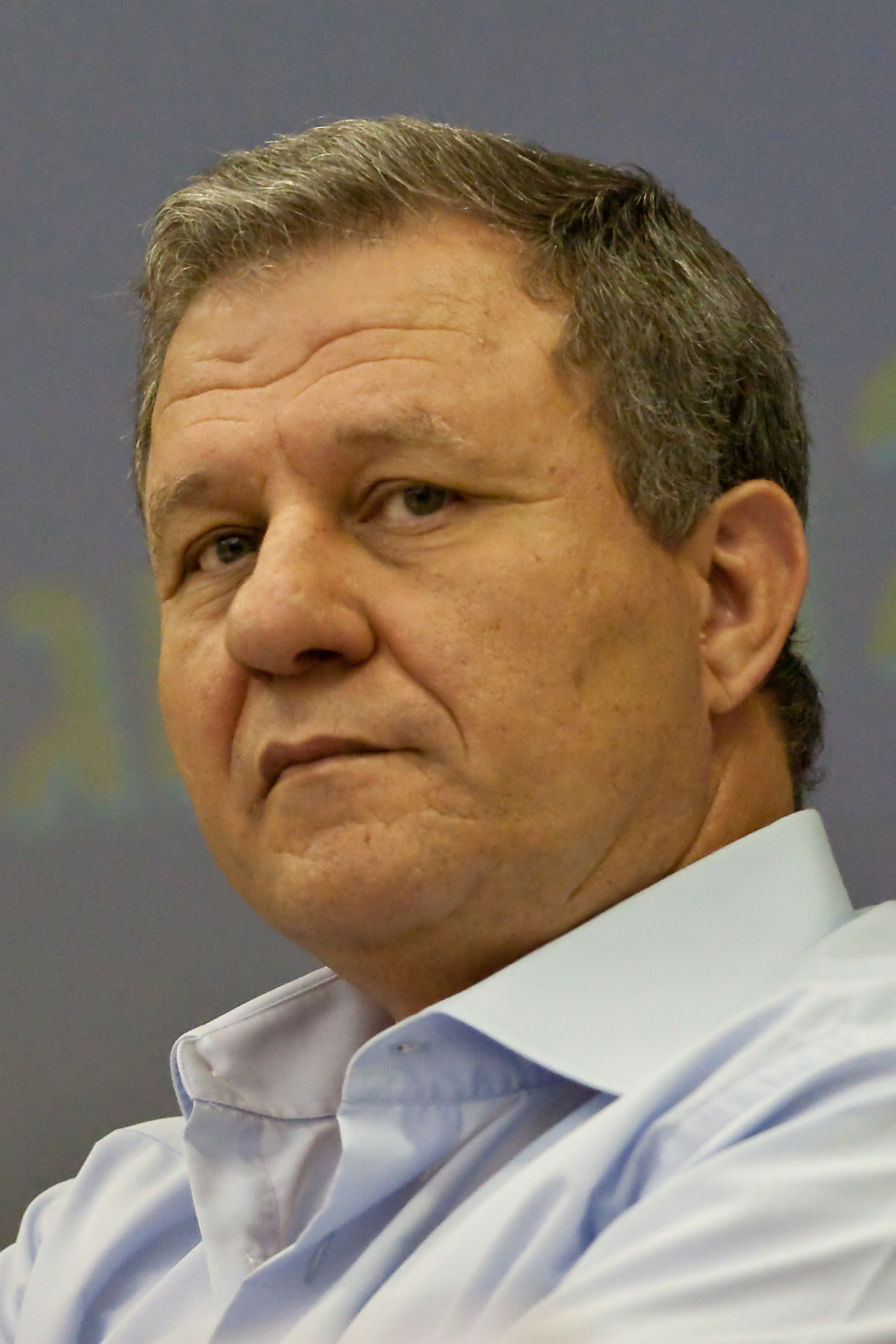
Meir Sheetrit (2009)

Meir Sheetrit (Hebreeuws: מאיר שטרית) (Ksar-es-Souk, 10 oktober 1948) is een Israëlische ex-politicus van 'De Beweging' (Hatnuah, uitspraak: Ha-Tnoe'a). Oorspronkelijk behoorde hij tot de Likoed. Na de vorming van Kadima eind 2005 stapte hij over naar deze partij. Sheetrit zetelde - met een pauze van vier jaar - van 1981 tot 2015 in de Knesset en was van 2007 tot 2009 minister van Binnenlandse Zaken in het kabinet-Olmert. Daarvoor had hij al een aantal andere ministersposten bekleed. Op 1 december 2012 stapte hij over naar de nieuwe partij 'De Beweging' van Tzipi Livni.

## Levensloop
Sheetrit werd geboren in Marokko en is van Sefardisch-Joodse komaf. Hij maakte hij in 1957 de alia, de gang van een Jood naar Israël. Tijdens zijn verplichte militaire diensttijd behaalde hij de rang van kapitein. Aan de Bar-Ilan Universiteit studeerde en promoveerde hij in de politieke wetenschappen. Van 1974 tot 1987 was hij burgemeester van Jawne (een stad in het district Centrum) en van 1988 tot 1992 penningmeester van het Joods Agentschap, de officiële immigratieorganisatie van de Israëlische staat.
Sinds de aanvang van de 10e Knesset (juli 1981) zat hij - met een onderbreking van 1988 tot 1992 - in het parlement en was daarmee de langstzittende volksvertegenwoordiger van de 18e Knesset. Tijdens de 14e Knesset (1996-1999) was hij behalve fractievoorzitter van Likoed ook leider van de coalitie. Omdat hij zich niet kon vinden in de beslissing van zijn politiek leider Tzipi Livni van Hatnuah om samen met de Arbeidspartij als de Zionistische Unie de verkiezingen van maart 2015 voor de 20e Knesset in te gaan, liet hij zich niet herverkiezen.
Sheetrit heeft vanaf 1999 tal van ministersposten vervuld, hij was minister van Financiën, Justitie, Transport, Onderwijs, Cultuur en Sport, Huisvesting en Woningbouw. Van juli 2007 tot maart 2009 was hij minister van Binnenlandse Zaken. In die hoedanigheid sprak hij zijn ongenoegen uit over het het binnenlaten van allerlei vluchtelingen die beweerden van Joodse komaf te zijn maar dat wellicht niet waren.
Begin 2008 opperde hij het idee om de vele raketbeschietingen vanuit de Gazastrook op de nabijgelegen plaats Sderot met het platgooien van een Palestijnse wijk in de Gazastrook te beantwoorden, teneinde deze beschietingen een halt toe te roepen.
Naast zijn politieke activiteiten is Sheetrit lid van het bestuur van de Ben-Gurion Universiteit van de Negev, de Israëlische Open Universiteit alsook de Bar-Ilan Universiteit. Ook mocht hij verscheidene prijzen in ontvangst nemen, onder andere voor lokaal bestuur.
Meir Sheetrit is getrouwd en woonachtig te Jawne.

## Overzicht politieke loopbaan
- Burgemeester van Jawne:
  - 1974 - 1987
- Knessetlid:
  - 20 juli 1981 - 21 november 1988 (10e en 11e Knesset)
  - 13 juli 1992 - 30 maart 2015 (13e, 14e, 15e, 16e, 17e ,18e en 19e Knesset)
- Minister van Financiën:
  - 23 februari 1999 - 6 juli 1999 (27e regering)
- Minister van Justitie:
  - 7 maart 2001 - 28 februari 2003 (29e regering)
  - 23 augustus 2006 - 29 november 2006 (waarnemend) (31e regering)
- Minister zonder portefeuille (toegevoegd aan Financiën):
  - 28 februari 2003 - 5 juli 2004 (30e regering)
- Minister van Transport:
  - 4 juli 2004 - 31 augustus 2004 (waarnemend) (30e regering)
  - 31 augustus 2004 - 4 mei 2006 (30e regering)
- Minister van Onderwijs, Cultuur en Sport:
  - 18 januari 2006 - 4 mei 2006 (30e regering)
- Minister van Huisvesting en Woningbouw:
  - 4 mei 2006 - 4 juli 2007 (31e regering)
- Minister van Binnenlandse Zaken:
  - 4 juli 2007 - 31 maart 2009 (31e regering)